# シュタイアーマルクSバーン
Sバーンシュタイアーマルク（ドイツ語: S-Bahn Steiermark）は、グラーツの都市圏と上シュタイアーマルクの中心地域およびシュタイアーマルク州の残りの地域を結ぶ地域輸送システムである。創設当時に名称は「グラーツSバーン」で、Sバーンのプロジェクトは1998年から実行されている。実際の路線は2007年12月9日に開通された。
現在のプロジェクト完成は2026年に予定されている。将来的にSバーンは、15分または30分間隔で、空調設備付きの低床列車も導入される予定である。鉄道交通の魅力で乗客数を大幅に増やすことで、この目標は公共交通機関を用いて、自家用車の増加に対抗するのである。

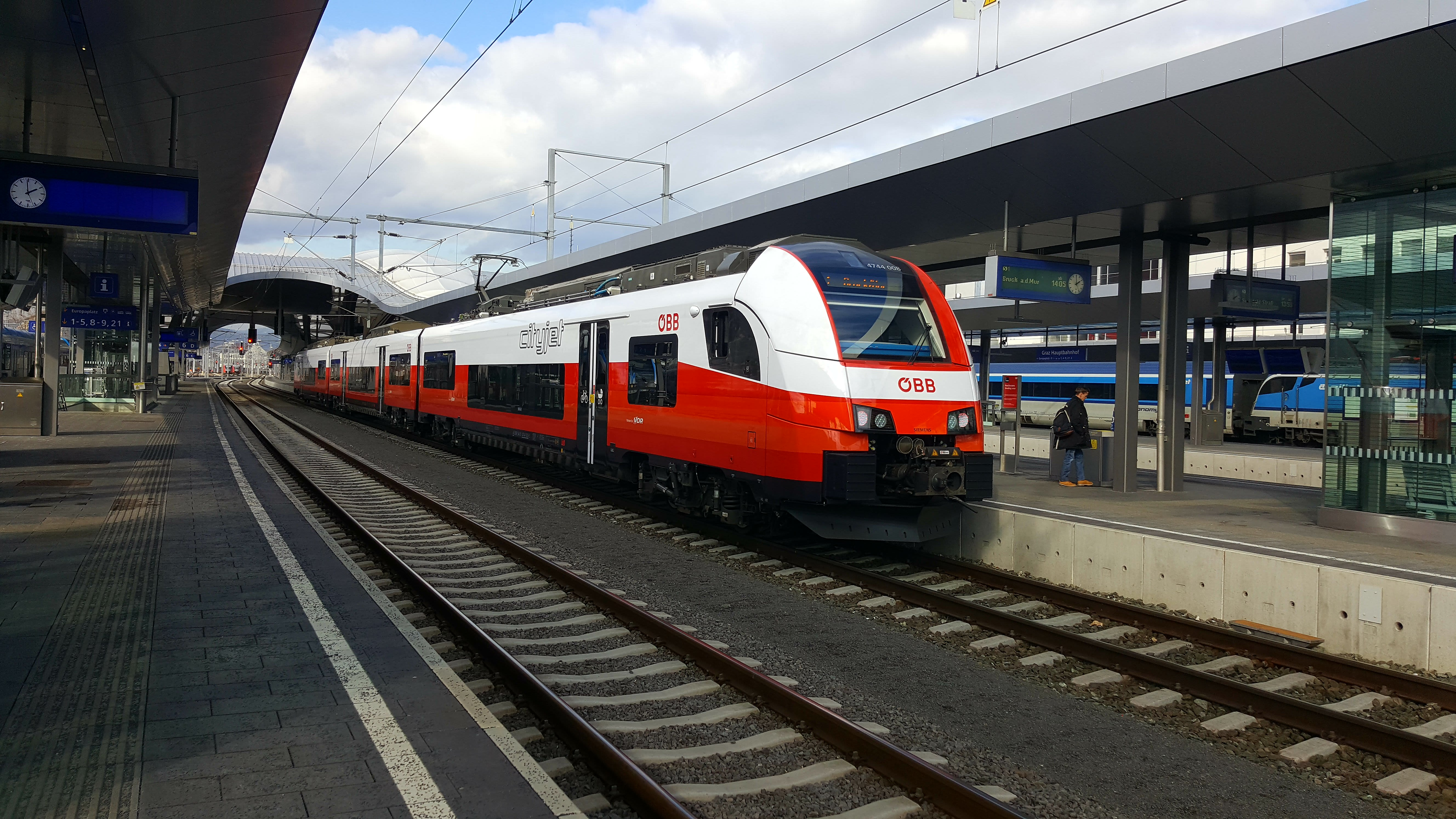
グラーツ中央駅で停車するS1列車

## Sバーン路線

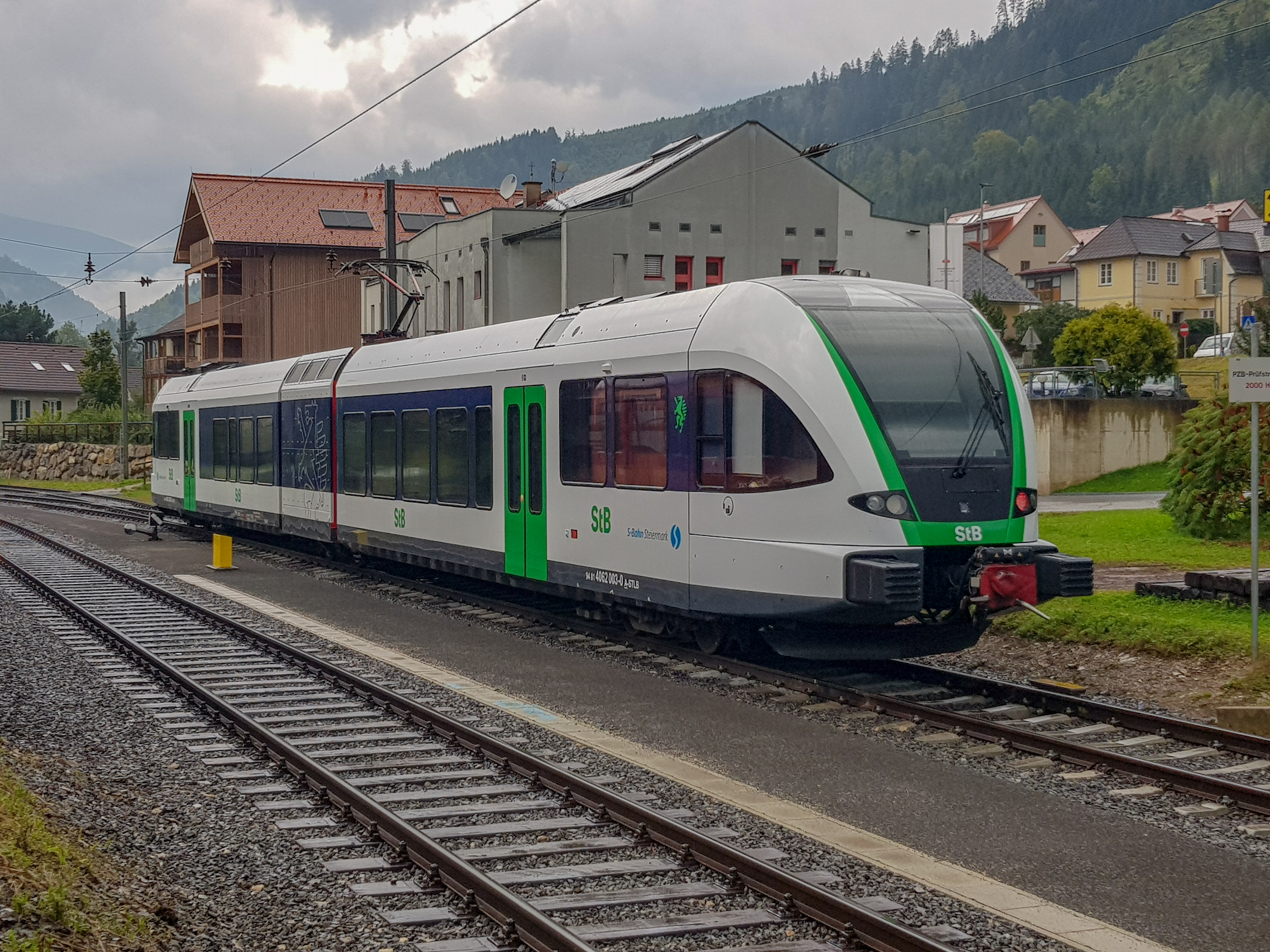
ユーベルバッハで走行する地方鉄道所属のS11列車

| 路線名 | 主要経路 | 関連路線                            | 運用会社                                                      | 運行間隔 | 運用開始日     | 備考                                 |
| ------ | --- | ----------------------------------- | ------------------------------------------------------------- | -------- | -------------- | ------------------------------------ |
| S1     | グラーツ - グラートヴァイン＝グラートホルン - ペガウ＝ドイチュファイシュトリッツ - —フローンライテン—ブルック・アン・デア・ムーア                                          | オーストリア南部鉄道                | ÖBB                                                           | 15/30分  | 2007年12月9日  | S9と連結運行                         |
| S11    | （グラーツ - ）ペガウ＝ドイチュラントファイシュトリッツ - ドイチュファイシュトリッツ - グゲンバッハ - ユーベルトバッハ                                                     | Lokalbahn Peggau–Übelbach           | シュタイアーマルク地方鉄道（Steiermärkische Landesbahn, StB） |          | 2007年12月9日  |                                      |
| S3     | グラーツ - グライスドルフ - フェルトバッハ - フェーリング | シュタイアー東線                    | ÖBB                                                           | 60分     | 2010年12月12日 |                                      |
| S31    | （グラーツ - ）グライスドルフ - 聖ループレヒト - ヴァイツ - ヴァイツ北駅                                                                                                   | グライスドルフ - ヴァイツ線         | StB                                                           |          | 2010年12月12日 |                                      |
| S5     | グラーツ - ヴェルンドルフ - ライプニッツ - エーレンハウゼン - シュピールフェルト・シュトラース                                                                             | オーストリア南部鉄道                | ÖBB                                                           | 30分     | 2007年12月9日  |                                      |
| S51    | （グラーツ-）シュピールフェルト＝シュトラース - バート・ラトカーズバーグ                                                                                                   | Radkersburger Bahn                  | ÖBB                                                           |          | 2007年12月9日  |                                      |
| S6     | グラーツ—ヴェルンドルフ—ヴィース-アイビスヴァルト（*） | コーラルム線 、ヴィース線           | グラーツ＝ケーフラッハ鉄道（Graz-Köflacher Bahn, GKB）        |          | 2010年12月12日 |                                      |
| S61    | グラーツ—リーボッホ—ヴィース-アイビスヴァルト（*） | ヴィース線                          | GKB                                                           |          | 2007年12月9日  | 2010年12月11日までは「S6」として運行 |
| S7     | グラーツ—リーボッホ—ケーフラッハ | Köflacherbahn                       | GKB                                                           |          | 2007年12月9日  |                                      |
| S8     | ウンツマルクト - ユーデンブルク - レオーベン - ブルック・アン・デア・ムーア                                                                                                | ブルック - レオーベン線、ルドルフ線 | ÖBB                                                           | 60分     | 2016年12月11日 |                                      |
| S9     | ブルック・アン・デア・ムール - カップフェンベルク - カップフェンベルク専門学校 - キントベルク - ヴァルトベルク（ミュルツタール） - クリークラッハ - ミュルツツーシュラーク | オーストリア南部鉄道                | ÖBB                                                           | 60/120分 | 2016年12月11日 |                                      |

## 歴史と将来の拡張

### 開通および第一次路線拡張
2007年12月9日の定期時刻表変更の際に、S1、S11、S5、S6、S7系統は一定運行間隔で導入された。現在のS3、S31系統の運行間隔は前より密集したものの、その路線は当時、Sバーンではなくて普通列車の系統であった。
グラーツ・ドン・ボスコ駅は南部線と東部線の重要な乗り換え駅として新設された。その結果、中央駅の交通量分散と中心部への迅速な輸送が可能となった。

### 第二次路線拡張
2010年6月以降S1系統の列車編が増加して、運行間隔が30分となった。ラッシュ時の間隔は30分あるいは15分となって、その上、同じ区間の快速列車はよく通行することとなった。2010年12月に、S6系統は南部線とコーラルム線の経由路線で加えられた。ヘンスベルク駅が新設されて、走行時間がおよそ15分ずつ短縮された。

### 第三次路線拡張
2016年12月11日にS8、S9系統の運行が開始された。S6とS61の路線をアイビスヴァルトまで延長し、S6、S7、S61の路線を電気運転に転換するのが計画されている。コーラルム線建設の過程で、グラーツ空港駅を含む地下線を建設するのが提案されたが、現在に駅設置が計画されていない。